# Västergötlands runinskrifter 182
Västergötlands runinskrift 182 är en runsten i byn Hög, Norra Åsarps socken och Falköpings kommun.

## Stenen
Runstenen står på en åkerholme cirka 200 m öster om Skattegården i Hög, Falköpings kommun. Stenen är rödaktig granit, 1,4 m hög, 0,9 m bred (i NNÖ-SSV riktning) och 0,1-0,5 m tjock. Ristningen vetter mot sydöst.

## Inskriften
Translitterering av runraden:
: sluta : reisþi : s(t)ein : þena : eftiʀ : esbiurn : felaga : sin : auk : karþi : bru : þesi
Normalisering till runsvenska:
Sluta(?) ræisti stæin þenna æftiʀ Æsbiorn, felaga sinn, ok gærði bro þessi.
Översättning till nusvenska:
Sluta reste denna sten efter Äsbjörn, sin bolagsman, och gjorde denna bro
Rester av den bro som omnämns i inskriften har ej hittats. Då Högs gårdar tidigare legat vid sankmark och ingenting för övrigt tyder på att stenen flyttats från ursprunglig plats är det möjligt att det en gång funnits en bro på platsen som med tiden blivit överflödig och röjts bort.